# Ciniflella
Genre
Synonymes
- Altellopsis Mello-Leitão, 1924 nec Simon, 1905
- Paraltellopsis Mello-Leitão, 1925

Ciniflella est un genre d'araignées aranéomorphes de la famille des Zoropsidae.

## Répartition
Les espèces de ce genre se rencontrent au Brésil et en Argentine.

## Liste des espèces
Selon World Spider Catalog (version 26, 15/02/2025) :
- Ciniflella armasi Brescovit, Grismado, Almeida-Silva & Ramírez, 2025
- Ciniflella iguazu Brescovit, Grismado, Almeida-Silva & Ramírez, 2025
- Ciniflella itatiaia Brescovit, Grismado, Almeida-Silva & Ramírez, 2025
- Ciniflella lavras Brescovit, Grismado, Almeida-Silva & Ramírez, 2025
- Ciniflella lutea Mello-Leitão, 1921
- Ciniflella marambaia Brescovit, Grismado, Almeida-Silva & Ramírez, 2025
- Ciniflella pains Brescovit, Grismado, Almeida-Silva & Ramírez, 2025

## Systématique et taxinomie
Ce genre a été décrit par Mello-Leitão en 1921 dans les Dictynidae. Il est placé dans les Amaurobiidae par Lehtinen en 1967, dans les Tengellidae par Ramírez en 2014 puis dans les Zoropsidae par Polotow, Carmichael et Griswold en 2015.
Altellopsis Mello-Leitão, 1924, préoccupé par Altellopsis Simon, 1905, remplacé par Paraltellopsis par Mello-Leitão, 1925 a été placé en synonymie par Roewer en 1955.

## Publication originale
- (pt-BR) C. F. Mello-Leitão, « Um genero e quatro especies novas de aranhas do Brasil », Revista de Sciencias, 1921, vol. 5, p. 179-180.